# Verbandsliga Brandenburg 1999/00
Die Verbandsliga Brandenburg 1999/00 war die zehnte Spielzeit der Verbandsliga Brandenburg und die sechste als fünfthöchste Spielklasse im Fußball der Männer.
Der SV Schwarz-Rot Neustadt (Dosse) wurde in dieser Saison zum zweiten Mal Landesmeister in Brandenburg und stieg damit in die Fußball-Oberliga Nordost auf. Der SV Altlüdersdorf errang, mit 2 Punkten Rückstand, die Vizemeisterschaft.
Als Absteiger standen nach dem 28. Spieltag der FSV 95 Ketzin/Falkenrehde und die SG Bornim fest und mussten in die Landesliga absteigen.

## Teilnehmer
An der Spielzeit 1999/00 nahmen insgesamt 16 Vereine teil.
| Mannschaften aus der Verbandsliga Brandenburg 1998/99 | Mannschaften aus der Verbandsliga Brandenburg 1998/99 | Mannschaften aus der Verbandsliga Brandenburg 1998/99 |
| ----------------------------------------------------- | ----------------------------------------------------- | ----------------------------------------------------- |
| Ludwigsfelder FC                                      | SV Falkensee-Finkenkrug                               | SG Bornim Fn. 1                                       |
| SV Empor Mühlberg                                     | FSV Glückauf Brieske-Senftenberg                      | SV Schwarz-Rot Neustadt (Dosse)                       |
| FSV Wacker Fürstenwalde                               | FSV 95 Ketzin/Falkenrehde                             | SV Babelsberg 03 II                                   |
| SG Eintracht Oranienburg                              | FSV Rot-Weiß Prenzlau                                 | FC 98 Hennigsdorf                                     |
| FC Stahl Brandenburg                                  |                                                       |                                                       |

| ▲Aufsteiger aus der Landesliga 1998/99 | ▲Aufsteiger aus der Landesliga 1998/99 | ▲Aufsteiger aus der Landesliga 1998/99 |
| -------------------------------------- | -------------------------------------- | -------------------------------------- |
| Eisenhüttenstädter FC Stahl II         | SV Germania 90 Schöneiche              | SV Altlüdersdorf                       |

## Abschlusstabelle
| Pl. | Verein                             | Sp. | S  | U | N  | Tore    | Diff. | Punkte |
| --- | ---------------------------------- | --- | -- | - | -- | ------- | ----- | ------ |
| 1.  | SV Schwarz-Rot Neustadt (Dosse)    | 28  | 20 | 2 | 6  | 074:310 | +43   | 62     |
| 2.  | SV Altlüdersdorf (N)               | 28  | 19 | 3 | 6  | 083:400 | +43   | 60     |
| 3.  | FC Stahl Brandenburg               | 28  | 17 | 3 | 8  | 078:400 | +38   | 54     |
| 4.  | SG Eintracht Oranienburg           | 28  | 16 | 4 | 8  | 049:310 | +18   | 52     |
| 5.  | Ludwigsfelder FC                   | 28  | 16 | 4 | 8  | 059:470 | +12   | 52     |
| 6.  | FSV Glückauf Brieske-Senftenberg   | 28  | 16 | 3 | 9  | 055:330 | +22   | 51     |
| 7.  | SV Falkensee-Finkenkrug            | 28  | 12 | 5 | 11 | 048:450 | +3    | 41     |
| 8.  | SV Germania 90 Schöneiche (N)      | 28  | 12 | 5 | 11 | 046:530 | −7    | 41     |
| 9.  | FC 98 Hennigsdorf                  | 28  | 10 | 7 | 11 | 046:410 | +5    | 37     |
| 10. | Eisenhüttenstädter FC Stahl II (N) | 28  | 11 | 4 | 13 | 049:600 | −11   | 37     |
| 11. | SV Babelsberg 03 II                | 28  | 9  | 7 | 12 | 046:510 | −5    | 34     |
| 12. | FSV Wacker Fürstenwalde            | 28  | 7  | 4 | 17 | 041:560 | −15   | 25     |
| 13. | FSV Rot-Weiß Prenzlau              | 28  | 5  | 8 | 15 | 027:540 | −27   | 23     |
| 14. | SV Empor Mühlberg                  | 28  | 5  | 7 | 16 | 034:740 | −40   | 22     |
| 15. | FSV 95 Ketzin/Falkenrehde          | 28  | 0  | 4 | 24 | 012:910 | −79   | 04     |
| 16. | SG Bornim                          | 0   | 0  | 0 | 0  | 000:000 | ±0    | 0      |

| (N) | Aufsteiger aus der Landesliga 1998/99 |

## Kreuztabelle
Die Kreuztabelle stellt die Ergebnisse aller Spiele dieser Saison dar. Die Heimmannschaft ist in der linken Spalte, die Gastmannschaft in der oberen Zeile aufgelistet.
| 1999/00                          | SV Schwarz-Rot Neustadt (Dosse) | SV Altlüdersdorf | FC Stahl Brandenburg | SG Eintracht Oranienburg | Ludwigsfelder FC | FSV Glückauf Brieske-Senftenberg | SV Falkensee-Finkenkrug | SV Germania 90 Schöneiche | FC 98 Hennigsdorf | Eisenhüttenstädter FC Stahl II | SV Babelsberg 03 II | FSV Wacker Fürstenwalde | FSV Rot-Weiß Prenzlau | SV Empor Mühlberg | FSV 95 Ketzin/Falkenrehde |
| -------------------------------- | ------------------------------- | ---------------- | -------------------- | ------------------------ | ---------------- | -------------------------------- | ----------------------- | ------------------------- | ----------------- | ------------------------------ | ------------------- | ----------------------- | --------------------- | ----------------- | ------------------------- |
| SV Schwarz-Rot Neustadt (Dosse)  |                                 | 3:2              | 2:0                  | 2:0                      | 4:0              | 2:0                              | 1:4                     | 0:2                       | 3:2               | 3:1                            | 3:0                 | 5:0                     | 1:0                   | 3:1               | 6:0                       |
| SV Altlüdersdorf                 | 5:4                             |                  | 1:0                  | 2:0                      | 4:0              | 3:1                              | 4:1                     | 2:3                       | 3:4               | 4:1                            | 3:0                 | 4:2                     | 3:1                   | 4:2               | 11:0                      |
| FC Stahl Brandenburg             | 2:1                             | 1:0              |                      | 2:1                      | 4:2              | 0:3                              | 3:2                     | 4:1                       | 3:1               | 6:1                            | 2:2                 | 3:0                     | 4:0                   | 4:1               | 12:1                      |
| SG Eintracht Oranienburg         | 0:0                             | 4:3              | 2:1                  |                          | 5:2              | 2:1                              | 2:0                     | 3:2                       | 0:1               | 1:0                            | 0:1                 | 2:1                     | 4:0                   | 5:0               | 3:2                       |
| Ludwigsfelder FC                 | 2:1                             | 2:3              | 2:2                  | 2:0                      |                  | 2:0                              | 3:2                     | 4:2                       | 1:4               | 6:1                            | 0:0                 | 2:0                     | 3:0                   | 3:1               | 2:0                       |
| FSV Glückauf Brieske-Senftenberg | 1:2                             | 1:2              | 2:0                  | 1:0                      | 2:1              |                                  | 3:1                     | 0:0                       | 4:1               | 4:1                            | 7:3                 | 0:0                     | 0:0                   | 1:0               | 2:0                       |
| SV Falkensee-Finkenkrug          | 0:4                             | 0:3              | 2:1                  | 0:1                      | 2:2              | 0:2                              |                         | 3:0                       | 2:1               | 1:3                            | 2:1                 | 2:0                     | 2:2                   | 4:0               | 2:0                       |
| SV Germania 90 Schöneiche        | 1:3                             | 1:1              | 2:1                  | 1:2                      | 3:4              | 2:1                              | 1:4                     |                           | 1:0               | 2:1                            | 4:1                 | 2:1                     | 3:1                   | 4:1               | 2:1                       |
| FC 98 Hennigsdorf                | 0:0                             | 0:2              | 4:1                  | 1:1                      | 0:2              | 5:2                              | 2:0                     | 1:1                       |                   | 2:3                            | 1:2                 | 3:2                     | 1:0                   | 3:3               | 1:0                       |
| Eisenhüttenstädter FC Stahl II   | 1:4                             | 1:2              | 2:2                  | 2:0                      | 0:2              | 1:5                              | 1:2                     | 1:1                       | 0:0               |                                | 1:0                 | 6:4                     | 5:1                   | 2:1               | 3:0                       |
| SV Babelsberg 03 II              | 0:2                             | 1:1              | 2:3                  | 2:2                      | 2:5              | 0:2                              | 1:3                     | 3:0                       | 2:1               | 3:0                            |                     | 1:3                     | 1:1                   | 6:0               | 4:0                       |
| FSV Wacker Fürstenwalde          | 3:1                             | 3:4              | 0:3                  | 0:2                      | 3:1              | 1:2                              | 1:1                     | 5:2                       | 1:1               | 1:2                            | 0:2                 |                         | 1:0                   | 0:1               | 3:1                       |
| FSV Rot-Weiß Prenzlau            | 0:4                             | 1:1              | 1:6                  | 1:1                      | 1:2              | 2:1                              | 1:1                     | 3:0                       | 1:0               | 1:2                            | 4:5                 | 0:0                     |                       | 1:1               | 2:0                       |
| SV Empor Mühlberg                | 2:5                             | 2:1              | 2:6                  | 1:3                      | 1:1              | 1:4                              | 2:5                     | 1:2                       | 1:1               | 2:2                            | 1:1                 | 3:2                     | 1:0                   |                   | 1:0                       |
| FSV 95 Ketzin/Falkenrehde        | 2:5                             | 1:5              | 0:2                  | 0:3                      | 0:1              | 1:3                              | 0:0                     | 1:1                       | 0:5               | 0:5                            | 0:0                 | 0:4                     | 1:2                   | 1:1               |                           |